# Chungcheong Północny
Chungcheong Północny (kor. 충청북도) – prowincja znajdująca się w centralnej części Korei Południowej. Została utworzona w roku 1896 z północno-wschodniej części poprzedniej prowincji Chungcheong. Stolicą jest Cheongju.

## Geografia
Prowincja jest częścią regionu Hoseo. Od zachodu graniczy z prowincją Chungcheong Południowy, od północy z prowincjami Gyeonggi oraz Gangwon, od południa z prowincją Jeolla Północna, a od wschodu z prowincją Gyeongsang Północny. prowincja ta jest jedyną w Korei Południowej bez dostępu do morza. Znajduje się na terenie górzystym, zdominowanym przez góry Noryeong na północy oraz pasmo Sobaek na zachodzie.

## Produkty
Uprawia się tutaj ryż, jęczmień, fasolę oraz słodkie ziemniaki, ale głównymi produktami prowincji są żeńszeń oraz tytoń. Tytoń został sprowadzony ze Stanów Zjednoczonych ze stanu Wirginia w 1912 roku.
Zasoby mineralne to przede wszystkim złoto, żelazo, węgiel, talk, fluoryt, molibden, marmur oraz wapień w północnej części prowincji. Istotną rolę odgrywa także produkcja jedwabiu.

## Atrakcje turystyczne
Główną atrakcją prowincji jest góra Songni (1 058 m n.p.m.) w górach Sobaek, które są także parkiem narodowym. W parku tym znajduje się jedna z najstarszych świątyń Korei, Beopju-sa.

## Podział administracyjny
Prowincja Chungcheong Północny podzielona jest na 3 miasta (kor. si) i 8 powiatów (kor. gun).

### Miasta
- Cheongju (청주시, 靑州市}
- Chungju (충주시, 忠州市}
- Jecheon (제천시, 堤川市}

### Powiaty
- Boeun (보은군, 報恩郡)
- Danyang (단양군, 丹陽郡)
- Eumseong (음성군, 陰城郡)
- Goesan (괴산군, 槐山郡)
- Jeungpyeong (증평군; 曾坪郡)
- Jincheon (진천군, 鎭川郡)
- Okcheon (옥천군, 沃川郡)
- Yeongdong (영동군, 永同郡)

## Klasztory buddyjskie
- Gongnim sa
- Beopju sa